# 方家山核电站
方家山核电站位于中国浙江省嘉兴市海盐县的方家山，是秦山一期核电工程的扩建项目，距离秦山核电站一期工程反应堆约600米。
该扩建项目使用二代改进型压水堆核电技术，规划容量为2×108万千瓦。项目竣工后，秦山核电站将形成一台30万千瓦机组和两台100万千瓦机组的“1＋2 ” 群堆运行格局，其营运管理也将实现从原型堆到商业堆的重大跨越。
2014年11月4日晚9时12分，秦山核电一期工程扩建项目——方家山核电工程1号机组成功并网发电，这是浙江省首台百万千瓦级核电机组、也是秦山核电基地第八台机组。该机组的成功并网发电实现了中国核电从30万千瓦到100万千瓦自主发展的一大跨越。
2015年1月12日傍晚5点25分，继1号机组并网发电2个月后，秦山核电厂扩建项目（方家山核电工程）2号机组首次并网发电成功，刷新了该工程1号机组创造的国内同类型机组“从首次装料到首次临界、再到并网发电”的最短工期纪录。至此，秦山核电基地9台机组全部投产发电，总装机容量达到654.6万千瓦，年发电量约500亿千瓦时，已成为中国大陆核电机组数量最多、堆型最丰富、装机最大的核电基地。

## 反应堆数据
| 机组名称  | 型号     | 净功率  | 毛功率  | 热功率  | 始建       | 初次临界   | 并网       | 商转       | 注记  |
| --------- | -------- | ------- | ------- | ------- | ---------- | ---------- | ---------- | ---------- | ----- |
| 一期工程  |          |         |         |         |            |            |            |            |       |
| 方家山1号 | CPR-1000 | 1012 MW | 1089 MW | 2905 MW | 2008-12-26 | 2014-10-21 | 2014-11-04 | 2014-12-15 | [ 5 ] |
| 方家山2号 | CPR-1000 | 1012 MW | 1089 MW | 2905 MW | 2009-7-17  | 2014-10-21 | 2015-01-12 | 2015-02-12 | [ 6 ] |